# Děkanství žďárské
Děkanství žďárské je územní část brněnské diecéze s centrem ve Žďáru nad Sázavou. Zahrnuje 27 římskokatolických farností. Děkanství vzniklo v roce 1952 a nově bylo vymezeno při reformě členění brněnské diecéze k 1. červenci 1999.

## Seznam farností
| Farnost                             | Správce                                                       | Farní kostel                           |
| ----------------------------------- | ------------------------------------------------------------- | -------------------------------------- |
| Bobrová                             | administrátor excurrendo, Moravec                             | sv. Petra a Pavla                      |
| Bohdalov                            | administrátor excurrendo, Nové Veselí                         | sv. Vavřince                           |
| Bystřice nad Pernštejnem            | R. D. Karel Rozehnal                                          | sv. Vavřince                           |
| Dalečín                             | administrátor excurrendo, Jimramov                            | sv. Jakuba Starší                      |
| Fryšava pod Žákovou horou           | administrátor excurrendo, Žďár nad Sázavou-I                  | sv. Matouše                            |
| Herálec pod Žákovou horou           | administrátor excurrendo, Žďár nad Sázavou-II                 | sv. Kateřiny                           |
| Jámy                                | P. Mgr. Wojciech Zubkowicz, SAC                               | sv. Martina                            |
| Jimramov                            | R. D. Mgr. Bc. Václav Hejč                                    | Narození Panny Marie                   |
| Lísek u Bystřice nad Pernštejnem    | administrátor excurrendo, Bystřice nad Pernštejnem            | sv. Mikuláše                           |
| Moravec                             | R. D. Mgr. Michael Macek                                      | Nalezení sv. Kříže                     |
| Nové Město na Moravě                | R. D. Mgr. et Mgr. Miroslav Kulifaj                           | sv. Kunhuty                            |
| Nové Veselí                         | Mons. Mgr. Jan Peňáz                                          | sv. Václava                            |
| Obyčtov                             | R. D. Mgr. František Koukal                                   | Navštívení Panny Marie                 |
| Olešná na Moravě                    | administrátor excurrendo Radešínská Svratka                   | sv. Maří Magdalény                     |
| Ostrov nad Oslavou                  | administrátor excurrendo, Obyčtov                             | sv. Jakuba Staršího                    |
| Prosetín u Bystřice nad Pernštejnem | R. D. ThDr. Josef Rychtecký                                   | sv. Markéty                            |
| Radešínská Svratka                  | P. ThLic. Mariusz Leszko, SAC                                 | sv. Václava                            |
| Rovečné                             | administrátor excurrendo, Olešnice na Moravě                  | sv. Martina                            |
| Rozsochy                            | administrátor excurrendo, Zvole nad Pernštejnem               | sv. Bartoloměje                        |
| Rožná nad Pernštejnem               | administrátor excurrendo, Zvole nad Pernštejnem               | sv. Havla                              |
| Sněžné na Moravě                    | administrátor excurrendo, Žďár nad Sázavou-I                  | sv. Kříže                              |
| Strážek                             | administrátor excurrendo, Moravec                             | sv. Šimona                             |
| Sulkovec                            | administrátor excurrendo, Jimramov                            | sv. Havla                              |
| Štěpánov nad Svratkou               | administrátor excurrendo, Prosetín u Bystřice nad Pernštejnem | sv. Petra a Pavla                      |
| Zvole nad Pernštejnem               | R. D. Mgr. Martin Pernička                                    | sv. Václava                            |
| Žďár nad Sázavou-I                  | R. D. Mgr. Blažej Hejtmánek                                   | sv. Prokopa                            |
| Žďár nad Sázavou-II                 | R. D. Marek Husák                                             | Nanebevzetí Panny Marie a sv. Mikuláše |

## Zrušené farnosti
Po roce 1999 byla v děkanství zrušena jedna farnost:
| Datum          | Farnost | Farní kostel | Sloučena do farnosti |
| -------------- | ------- | ------------ | -------------------- |
| 14. února 2007 | Krásné  | sv. Václava  | Sněžné na Moravě     |